# Martin Škrtel
Martin Škrtel (Handlová, 15. prosinca 1984.) bivši je slovački nogometaš. 
Slovački stoper je za engleski Liverpool nastupao osam i pol godina te odigrao 319 utakmica. U srpnju 2016. godine je nastavio svoju karijeru u turskom Fenerbahçeu. U rujnu 2019. godine je Škrtel nakon što je raskinuo novopotpisani ugovor s Atalantom, se pridružio istanbulskim Başakşehirom. Isti mjesec je debitirao za novi klub u susretu protiv Sivasspora.
Slovački nogometni izbornik objavio je u svibnju 2016. popis za nastup na Europskom prvenstvu u Francuskoj, na kojem je se nalazio Škrtel. Škrtel je igrao u svim utakmicama Slovačke na Europskom prvenstvu, gdje su se oprostili od europskog natjecanja u osmini finala.

## Vanjske poveznice
- Profil na Liverpool FC